# Jennifer Chandler
Jennifer Kay Bellamy Chandler (Lansdale, 13 de junio de 1959) es una deportista estadounidense que compitió en saltos de trampolín.
Participó en los Juegos Olímpicos de Montreal 1976, obteniendo una medalla de oro en la prueba individual. En los Juegos Panamericanos de 1975 consiguió una medalla de oro.
Ganó una medalla de bronce en el Campeonato Mundial de Natación de 1978.

## Palmarés internacional
| Juegos Olímpicos     | Juegos Olímpicos          | Juegos Olímpicos  | Juegos Olímpicos |
| Año                  | Lugar                     | Medalla           | Prueba           |
| -------------------- | ------------------------- | ----------------- | ---------------- |
| 1976                 | Montreal (Canadá)         | Medalla de oro    | Trampolín 3 m    |
| Campeonato Mundial   |                           |                   |                  |
| Año                  | Lugar                     | Medalla           | Prueba           |
| 1978                 | Berlín Occidental (RFA)   | Medalla de bronce | Trampolín 3 m    |
| Juegos Panamericanos |                           |                   |                  |
| Año                  | Lugar                     | Medalla           | Prueba           |
| 1975                 | Ciudad de México (México) | Medalla de oro    | Trampolín 3 m    |